# حبيل النيسة (ردفان)

تعديل مصدري - تعديل

حبيل النيسة هي إحدى قرى عزلة الحبيلين بمديرية ردفان التابعة لمحافظة لحج، بلغ تعداد سكانها 39 نسمة حسب تعداد اليمن لعام 2004.